# Амершем (станция)
«Амершем» (англ. Amersham) — железнодорожная станция и конечная станция лондонского метро на линии Метрополитен. Относится к девятой тарифной зоне. Находится в городке Амершем графства Бакингемшир.
Расположена в 38,1 км (23,7 милях) к северо-западу от лондонского вокзала Чаринг Кросс, являясь таким образом второй по удалённости в западном направлении от центра города станцией лондонского метрополитена после станции «Чешем».
Станция также эксплуатируется железнодорожной компанией Чилтерн Рэйлуэйз на отрезке от лондонского вокзала Марлибон до города Эйлсбери. Время поездки между Амершемом и различными станциями центрального Лондона на той же линии составляет от 30 минут (безостановочный поезд Чилтерн Рэйлуэйз до Мэрилебоун) до 67 минут (метро со всеми остановками до станции «Олдгейт»).

## Галерея

Станция «Амершем»
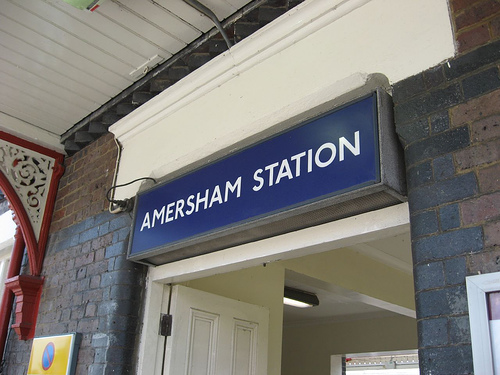
Вывеска на входе
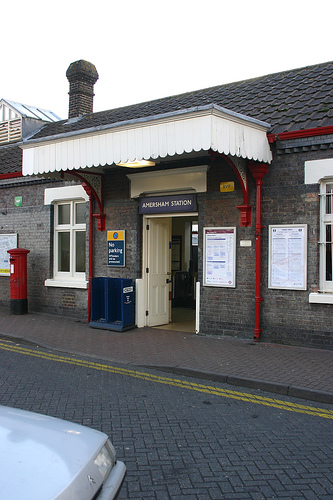
Вестибюль
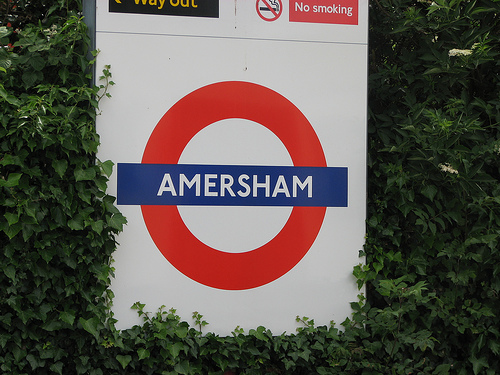
Рондель станции
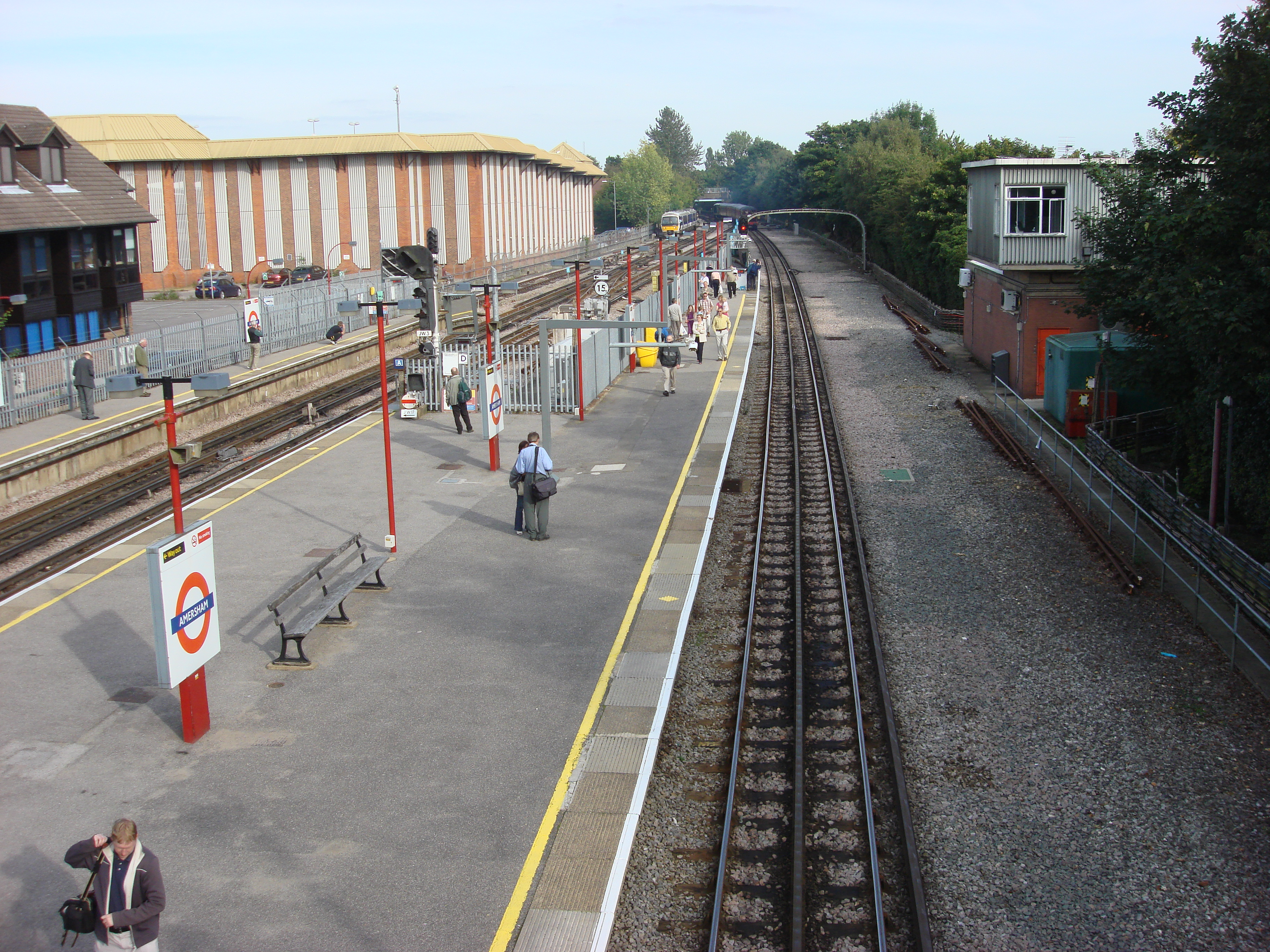
Платформа